# De recordjagers
De recordjagers is het 261e stripverhaal van Jommeke. De reeks wordt getekend door Studio Jef Nys. Het album verscheen op 5 september 2012.

## Personages
In dit verhaal spelen de volgende personages mee:
- Jommeke, Flip, Filiberke, Professor Gobelijn, Kwak en Boemel, Fifi, Elodie van Stiepelteen, Odilon van Piependaele, Jan Haring.

## Verhaal
Boer Snor bewerkt zijn veld en botst op een reusachtige knolraap. Via een plaatselijke journalist staat er de volgende dag een prachtartikel in de krant. Jommeke leest het en wil het natuurwonder samen met Filiberke gaan bekijken. Filiberke is echter op dat moment bezig zijn gezicht vol wasknijpers te zetten om zo een wereldrecord te verbeteren. Hij kwam op dit vreemde idee na het lezen van het Guinness World Records-boek.
Wat later komen de twee jongens dan toch aan bij boer Snor waar intussen al heel wat bekenden zijn aangekomen. Professor Gobelijn komt eerder toevallig voorbij terwijl hij met een  wichelroede aan de slag is. Hij weet daarmee af te leiden dat de enorme knol zulke afmetingen heeft gekregen omdat hij op de kruising van twee waterlijnen is gelegen en een gunstige invloed van aardstralen heeft gekregen. Wanneer het boek met alle records wordt bekeken blijkt dat de knol groter is dan wat ooit al door een zekere boer Turpin geteeld is. Om nu de knol van boer Snor als nieuw wereldrecord te laten opnemen in een volgende editie van het boek moeten ze wel naar Londen. Met de boot van kapitein Jan Haring wordt de oversteek gemaakt. De ruwe zee zorgt er echter voor dat de reuze knolraap overboord wordt geslagen. Wanneer enkele vissers wat later hun netten ophalen kijken zij enigszins met verbazing naar de knol en besluiten de reuze knol mee te nemen. Intussen zijn Jommeke en zijn vrienden in Londen aangekomen. Professor Gobelijn wil maar al te graag langs de bibliotheek van het Science Museum.
Jommeke, Filiberke, boer Snor en Jan Haring komen langs een vismarkt en zien daar de reuze knolraap uitgestald. Ze willen ze meteen kopen maar een Chinees wil dat ook. Blijkt dat de Chinees een neef is van de huidige recordhouder met het meeste wasknijpers in het gezicht en hij gunt hen dan wel de knol om zo een nieuw record te vestigen, ondanks dat hij de knol graag had geserveerd in zijn restaurant. Alles lijkt in orde te komen maar wanneer ze op het kantoor van Guinness World Records zitten wordt door de kelner van de Chinees de knol alsnog gestolen. Flip vliegt meteen op onderzoek en komt de huidige recordhouder, boer Turpin, met een nieuw gekweekte knol tegen. Er wordt verder gezocht en ook boer Turpin volgt hen want zijn nieuwe knol blijkt nu niet de grootste te zijn. Hij weet de knol van boer Snor te vinden en wil hem laten verdwijnen door hem vanaf de Tower Bridge in het water te gooien. Dit plannetje mislukt maar hij slaagt er toch in om de knol in de tuin van de Queen te begraven. De hondjes van de Queen hebben echter, samen met Fifi en Tobias, de knol weer opgegraven.
Boer Snor krijgt zijn knol weer terug en gaan opnieuw naar het kantoor van Guinness World Records. In de metro loopt het echter weer fout als de knol komt klem te zitten tussen de deuren en het metrostel een tunnel induikt. De knol wordt in twee stukken gehakt. Op het Guinness World Records-kantoor kunnen ze het record niet geldig verklaren omdat de knol beschadigd is. Flip zegt hierop eens duidelijk zijn gedacht. Blijkt dat hij zonder het te weten meteen een record vestigt als papegaai die meer dan vijfentachtig woorden kent. Wanneer wat later ook de gravin en Odilon en professor Gobelijn opgetrommeld worden blijken er nog meer records uit de lucht te vallen. Fifi wordt de grootste hond, Tobias heeft de grootste platvoeten en Gobelijn heeft met 59 de grootste schoenmaat. Ook Filiberke slaagt erin om het wasknijpersrecord te verbeteren. Vanwege vals spel wordt boer Turpin uit de recordlijst geschrapt en moeten hij en boer Snor een volgend jaar maar een nieuwe poging ondernemen om de grootste knol te telen. Alle plooien zijn glad gestreken en er wordt besloten om een gezellig eetmaal te nuttigen in het bij hen bekende Chinese restaurant.

## Foutje
- Foutje in de lettering, namelijk op pagina 38. Boer Snor lijkt zich te verspreken en gebruikt 'tot tot', 1x 'tot' is voldoende in deze context.